# Angraecum rutenbergianum
Angraecum rutenbergianum är en orkidéart som beskrevs av Friedrich Fritz Wilhelm Ludwig Kraenzlin. Angraecum rutenbergianum ingår i släktet Angraecum och familjen orkidéer. Inga underarter finns listade i Catalogue of Life.